# Reserves del panda gegant de Sichuan
Els Santuaris del panda gegant de Sichuan (xinès tradicional: 四川 大熊貓 棲息 地, xinès simplificat: 四川 大熊猫 栖息 地, pinyin: Sichuan Dàxióngmāo Qīxīdì), estan situats al sud-oest de la província de Sichuan, Xina. És l'hàbitat de més del 30% de la població mundial de l'summament amenaçat panda gegant (Ailuropoda melanoleuca) i està entre els llocs més importants de cria en captivitat d'aquests animals.
Abasta una àrea protegida de 9245 km² distribuïdes en set reserves naturals i nou parcs paisatgístics en el Qionglai i les Muntanyes Jiajin. A part del panda gegant, és el refugi d'altres espècies en vies d'extinció com són: el panda vermell de Styan, la pantera de les neus i la pantera nebulosa. Després de les selves tropicals, aquests santuaris estan entre els llocs botànicament més rics del món, i són la llar d'entre 5 000 a 6 000 espècies de flora. Aquests hàbitats han estat comparats amb els boscos paleotròpics del període terciari.
Els santuaris del panda gegant de Sichuan consisteixen en set reserves naturals i nou parcs paisatgístics. Aquest conjunt de llocs protegits varen ser inscrits a la llista del Patrimoni de la Humanitat de la UNESCO des de l'any 2006.
- Set Reserves Naturals:
  - Reserva Natural Nacional Wolong (xinès: 卧龙自然保护区)
  - Reserva Natural Fengtongzhai (xinès: 蜂桶寨自然保护区)
  - Reserva Natural Mont Siguniang (xinès: 四姑娘山自然保护区)
  - Reserva Natural Río Laba (xinès: 喇叭河自然保护区)
  - Reserva Natural Río Heishui (xinès: 黑水河自然保护区)
  - Reserva Natural Jintang-Kongyu (xinès: 金汤—孔玉自然保护区)
  - Reserva Natural Caopo (xinès: 草坡自然保护区)
- Nou Parcs Paisatgístics:
  - Parc Paisatgístic Mont Qingcheng i sistema d'irrigació de Dujiangyan (xinès: 青城山—都江堰风景名胜区)
  - Parc Paisatgístic de Mont Tiantai (xinès: 天台山风景名胜区)
  - Parc Paisatgístic de Mont Siguniang (xinès: 四姑娘山风景名胜区)
  - Parc Paisatgístic de Montaña Nevada Xiling (xinès: 西岭雪山风景名胜区)
  - Parc Paisatgístic de Mont Jiguan-Jiulonggou (xinès: 鸡冠山—九龙沟风景名胜区)
  - Parc Paisatgístic de Mont Jiajin (xinès: 夹金山风景名胜区)
  - Parc Paisatgístic de Miyaluo (xinès: 米亚罗风景名胜区)
  - Parc Paisatgístic de Mont Lingzhen i Mont Daxue (xinès: 灵鹫山—大雪峰风景名胜区)
  - Parc Paisatgístic de Mont Erlang (xinès: 二郎山风景名胜区)